# Dombeya ameliae
Dombeya ameliae là một loài thực vật có hoa trong họ Cẩm quỳ. Loài này được Guill. mô tả khoa học đầu tiên năm 1833.